# Джозеф, Моиз
Моиз Джозеф (англ. Moise Joseph; род. 27 декабря 1981, Майами, Флорида) — американский и гаитянский легкоатлет, специалист по бегу на средние дистанции. Выступал за сборные США и Гаити по лёгкой атлетике в 2000-х и 2010-х годах, обладатель серебряной медали Игр Центральной Америки и Карибского бассейна, победитель первенств национального значения, действующий рекордсмен Гаити в нескольких дисциплинах, участник двух летних Олимпийских игр.

## Биография
Моиз Джозеф родился 27 декабря 1981 года в городе Майами, штат Флорида. Серьёзно заниматься лёгкой атлетикой начал во время учёбы в местной старшей школе Miami Central High School, которую окончил в 2000 году.
Продолжил спортивную карьеру во Флоридском университете, выступал за университетскую легкоатлетическую команду «Флорида Гейторс», успешно выступал на различных студенческих соревнованиях, в частности в 2002, 2003 и 2004 годах трижды выходил в финал чемпионата первого дивизиона Национальной ассоциации студенческого спорта (NCAA) в дисциплине 800 метров.
В 2002 году представлял США на молодёжном чемпионате NACAC в Сан-Антонио, в беге на 800 метров занял пятое место.
В 2004 году решил выступать за Гаити на летних Олимпийских играх в Афинах — на предварительном квалификационном этапе 800 метров показал время 1:48.15, чего оказалось недостаточно для выхода в полуфинал.
Продолжая представлять гаитянскую национальную сборную, в 2005 году выиграл бронзовую медаль на чемпионате Центральной Америки и Карибского бассейна в Нассау, бежал 800 метров на чемпионате мира в Хельсинки.
В 2006 году отметился выступлением на чемпионате мира в помещении в Москве и на Играх Центральной Америки и Карибского бассейна в Картахене, где на 800-метровой дистанции занял четвёртое место.
В 2007 году взял бронзу на чемпионате NACAC в Сан-Сальвадоре, стартовал на Панамериканских играх в Рио-де-Жанейро.
В 2008 году выступил на чемпионате мира в помещении в Валенсии, стал четвёртым на чемпионате Центральной Америки и Карибского бассейна в Кали.
На чемпионате мира 2009 года в Берлине в беге на 800 метров сумел дойти до стадии полуфиналов.
В 2010 году участвовал в чемпионате мира в помещении в Дохе, завоевал серебряную награду на Играх Центральной Америки и Карибского бассейна в Маягуэсе.
В 2011 году получил серебро на чемпионате Центральной Америки и Карибского бассейна в Маягуэсе, выступил на чемпионате мира в Тэгу и на Панамериканских играх в Гвадалахаре, где финишировал в финале восьмым.
Благодаря череде удачных выступлений в 2012 году удостоился права защищать честь страны на Олимпийских играх в Лондоне — в программе бега на 800 метров с результатом 1:48.46 остановился на предварительном квалификационном этапе.
В 2014 году бежал 800 метров на Играх Центральной Америки и Карибского бассейна в Веракрусе.
Завершил спортивную карьеру по окончании сезона 2016 года.